# سيلين (اسم)
سيلين هو اسم مؤنث فرنسي ذو اصول يونانية. ومعناه «القمر».

## الشخصيات
- سيلين ديون، مغنية كندية.